# پنجاه و سه نفر
۶ نفر و ۴۰ نفر و ۳ نفر و ۴ نفر، معروف به گروه ۵۳ نفر، گروهی از زندانیان سیاسی در ایران بودند که در دوران رضاشاه در سال ۱۳۱۶ (خورشیدی) بازداشت و در زندان قصر محبوس شدند.
بیشتر این زندانیان، گرایش‌هایی به مکتب‌ها و ایده‌های تازه ترجمه و مطرح شدهٔ سوسیال دموکراسی یا کمونیسم - انترناسیونالیسم یا سوسیالیسم ملی‌گرایانه یا افکار بینابینیِ تثبیت‌نشده داشتند.
شش نفر:
1. تقی ارانی
2. عبدالصمد کامبخش
3. احسان طبری
4. محمدرضا قدوه
5. علی‌اکبر شاندرمنی
6. رضا روستا

و چهل نفر:
1. محمدِ پژوه
2. محمد بهرامی
3. محمد شورشیان
4. علی صادقپور
5. محمود بقراطی
6. ضیاء الموتی
7. رحیم الموتی
8. نورالدین الموتی
9. میرعماد الموتی
10. محمدباقر فرجامی
11. عباس آذری
12. نصرت‌الله اعزازی
13. اکبر افشان
14. مجتبی سجادی
15. حسن سجادی
16. مهدی رسایی
17. مرتضی رضوی
18. سیف‌الله سیاح
19. علی‌نقی حکمی
20. ابوالقاسم اشتری
21. فضل‌الله گرگانی
22. ولی خواجوی
23. یوسف ثقفی
24. عزت‌الله عتیقه‌چی
25. شعبان زمانی
26. حسین تربیت
27. رجبعلی نسیمی
28. بهمن شمالی
29. مهدی لاله
30. تقی شاهین
31. عباس نراقی
32. مهدی دانشور
33. حسن حبیبی
34. آناقلیج خضربابا
35. رضا ابراهیم‌زاده
36. خلیل انقلاب آذر
37. فریدون منو
38. تقی مکی‌نژاد
39. سیدجلال حسن نایبی
40. حکیم الهی

و سه نفر:
1. نصرت‌الله جهانشاهلو
2. خلیل ملکی
3. انور خامه‌ای

و چهار نفر:
1. ایرج اسکندری
2. رضا رادمنش (پسر عمه محمد علی مجتهدی)
3. مرتضی یزدی
4. بزرگ علوی

سیّد احمد کسروی تبریزی (۸ مهر ۱۲۶۹ – ۲۰ اسفند ۱۳۲۴) تاریخ‌نگار، زبان‌شناس، پژوهشگر، حقوقدان و اندیشمند ایرانی؛ وکیل مدافع آنان بود. هرچند خود تقی ارانی، شش ساعت و نیم از گروه ۵۳ نفر دفاع کرد.